# Tailored Blank

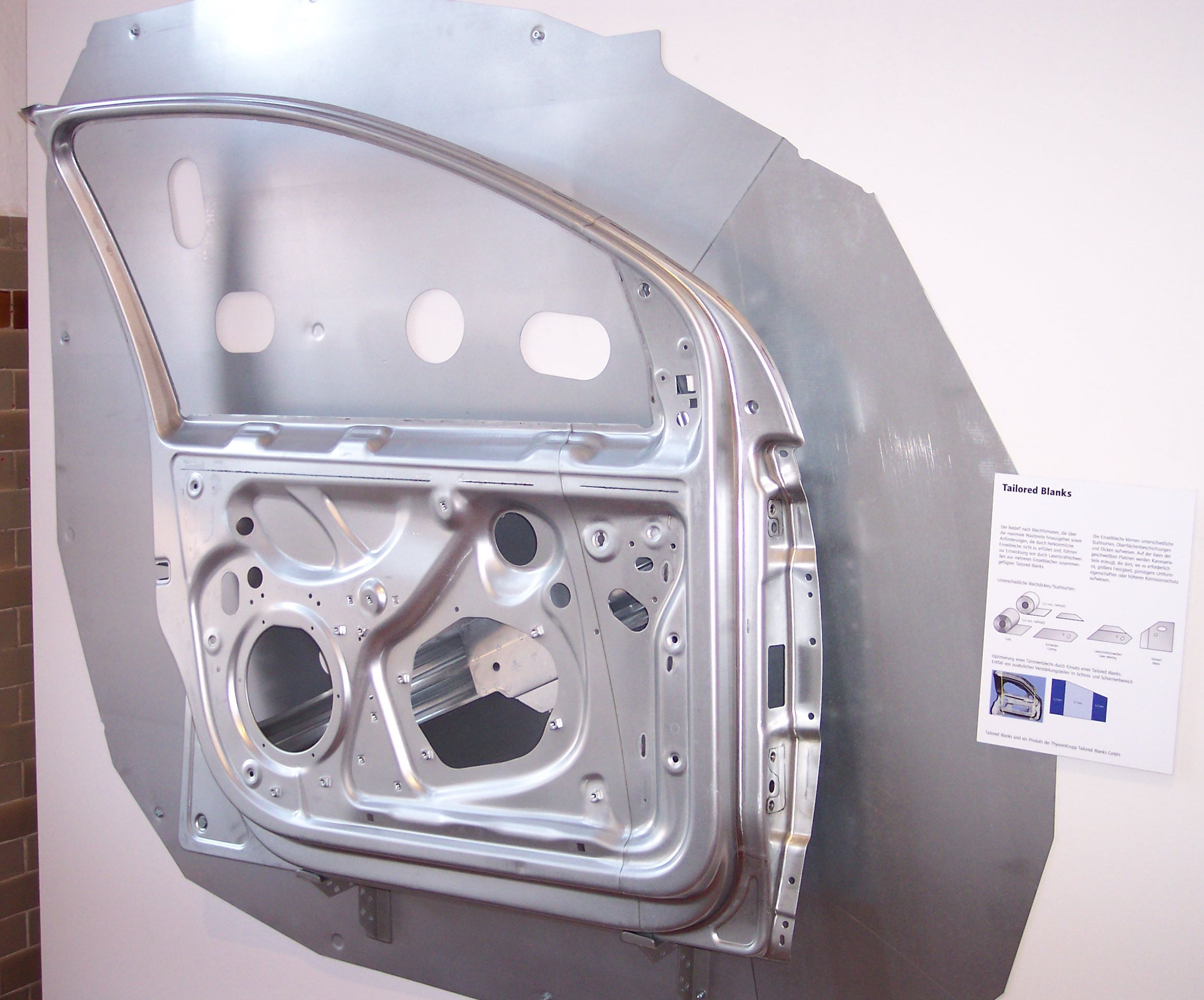
Tailor Welded Blank

Eine Tailored Blank (englisch, bedeutet maßgeschneiderte Platine) ist eine Blechplatine, welche typischerweise aus verschiedenen Werkstoffgüten und Blechdicken zusammengesetzt ist. Dieses vorgefertigte Halbzeug wird anschließend zum Beispiel durch Tiefziehen zum gewünschten Bauteil umgeformt. 
Tailored Blanks wurden von ThyssenKrupp Stahl entwickelt, um Blechplatinen herzustellen, welche breiter waren, als es seinerzeit mit der vorhandenen Walztechnik möglich war. Heutzutage wird vor allem der Vorteil genutzt, dass Platinen aus verschiedenen Werkstoffgüten oder Blechdicken zusammengesetzt werden können. Dies ermöglicht, verschiedene Stellen des späteren Bauteils an lokale Belastungen anzupassen, was anderenfalls zusätzliche Verstärkungsteile erfordern würde. Vorteile sind die Einsparung von Gewicht (Leichtbauweise) und Fertigungskosten. Tailored Blanks werden vielfach in der Automobilindustrie für die Herstellung von Fahrzeugkarosserien eingesetzt.
Tailored Blanks sind vollständig unabhängig von der Walzrichtung des Blechbandes (Coil). Daher sind sie besonders zur Erhöhung des Materialausnutzungsgrades und damit zur Senkung der Materialkosten geeignet. Die Teilung der Bauteil-Platine ist deshalb sogar bei identischen Blechdicken, -güten und -oberflächen sinnvoll.

## Tailored-Blank-Typen
- Beim Tailor Welded Blank (TWB) werden die einzelnen Blechplatinen aneinandergeschweißt. Dies erfolgt in der Regel als Stumpfstoß mittels Laserschweißen. Vorteilhaft sind die vielseitigen Materialkombinationen und Geometrien.
- Tailored Strips (Tailored Coils) sind kontinuierlich lasergeschweißte Blechbänder. Hiermit wurde die Möglichkeit geschaffen, Tailored Blanks auch für Folgeverbundwerkzeuge nutzbar zu machen, bzw. mit maßgeschneiderten Bändern rollprofilierte Bauteile zu optimieren.
- Das Tailor Rolled Blank (TRB) wird als Blechband erneut kaltgewalzt, wobei die Walzen durch Auf- und Abfahren unterschiedliche Blechdicken erzeugen. Vorteil ist der homogene Übergang zwischen zwei Dicken.
- Beim Patchwork werden kleine Bleche wie Flicken auf eine größere Platine mittels Widerstandspunktschweißen oder Laserstrahlschweißen aufgeschweißt oder mittels Strukturklebstoffen aufgeklebt.
- Tailored Tubes (TT) sind rohrförmige Bauteile in Karosserien die durch Laserschweißungen zusammengefügt werden und in eine Matrize gelegt werden, dann mit Flüssigkeiten gefüllt werden und anschließend mit mehreren hundert Megapascal Innendruck an die Form der Matrize gepresst (Innenhochdruckumformen).
- Bei Tailored Orbitals (TO) werden abgelängte endlos hergestellte Rohre verschiedener Wandstärken, Werkstoffe oder Beschichtungen stirnseitig miteinander verschweißt. Die Rohre können auf diese Weise den Belastungen an verschiedenen Stellen angepasst bzw. Gewicht eingespart werden. Tailored Orbitals sind Halbzeuge für Kfz und Industrie.

Tailored Blanks bestehen typischerweise aus Stahlblech. In der Entwicklung befinden sich Aluminium- und Hybridblanks.
Aluminiumbleche werden mittlerweile durch Rührreibschweißen bearbeitet.